# Plutarco Elías Calles
Plutarco Elías Calles (n. 25 septembrie 1877, Heroica Guaymas, Sonora, Mexic – d. 19 octombrie 1945, Ciudad de México, Mexic) a fost un general al Revoluției Mexicane, devenit președinte în 1924.
Măsurile sale anticatolice din anul 1925 au declanșat Guerra Cristera.
Vezi și despre masoneria din Mexic.